# Schwebebahnstation Adlerbrücke
| Adlerbrücke        | Adlerbrücke             |
| ------------------ | ----------------------- |
|                    |                         |
| Eröffnung:         | 27. Juni 1903           |
| Neubau:            | 1999                    |
| Stadtteil:         | Barmen                  |
| Lage:              | Wasserstrecke           |
| Anschrift:         | Unterdörnen 46          |
| Stationsnummer:    | 16                      |
| Streckenkilometer: | 10,5                    |
| Stützen:           | 374–375                 |
| Ehemaliger Name:   | Adlerbrücke / Opernhaus |

Die Schwebebahnstation Adlerbrücke ist eine Station der Wuppertaler Schwebebahn im Stadtbezirk Barmen der Stadt Wuppertal. Sie liegt auf der Wasserstrecke zwischen den Schwebebahnstationen Loher Brücke (Richtung Vohwinkel) und Alter Markt (Richtung Oberbarmen).
Im Zuge der Schwebebahnmodernisierung wurde die Station 1999 komplett neu errichtet.

## Lage und Geschichte
Die Haltestelle Adlerbrücke befindet sich in Barmen in der Nähe des Opernhauses, des Engels-Hauses sowie der Gesamtschule Barmen, an der namensgebenden Adlerbrücke. Sie erschließt vor allem die Stadtquartiere Loh, Rott und Kothen. Die Station wurde im Jugendstil erbaut und 1903 in Betrieb genommen.

Station mit Adlerbrücke, nach 1900
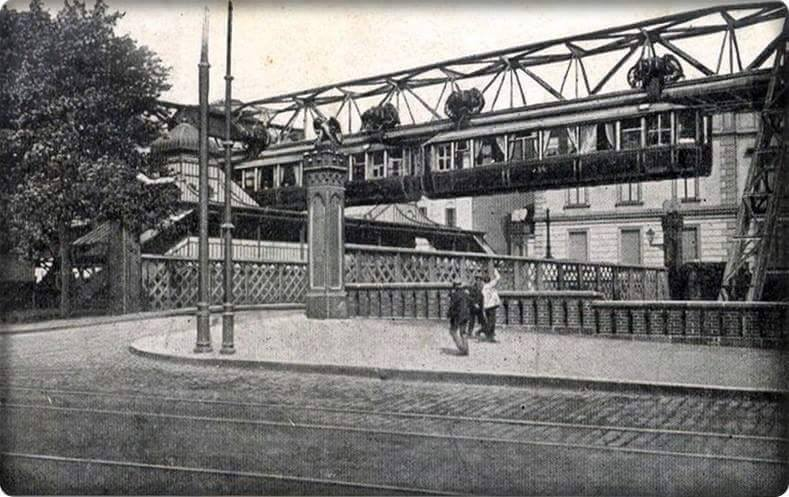
Südseite
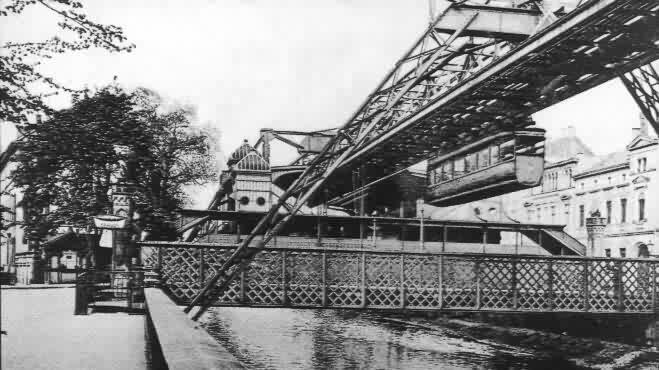
Ostseite
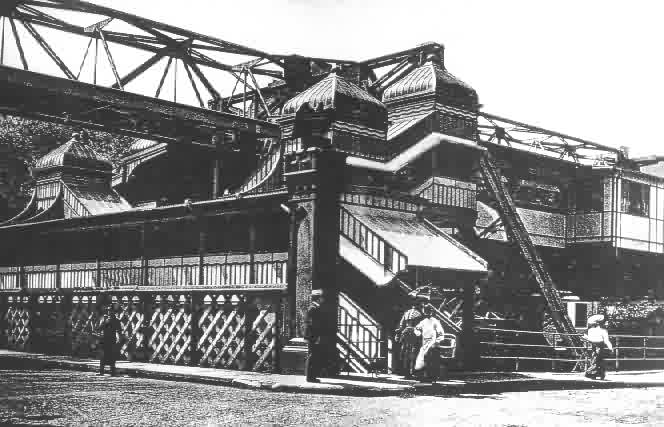
Nordseite

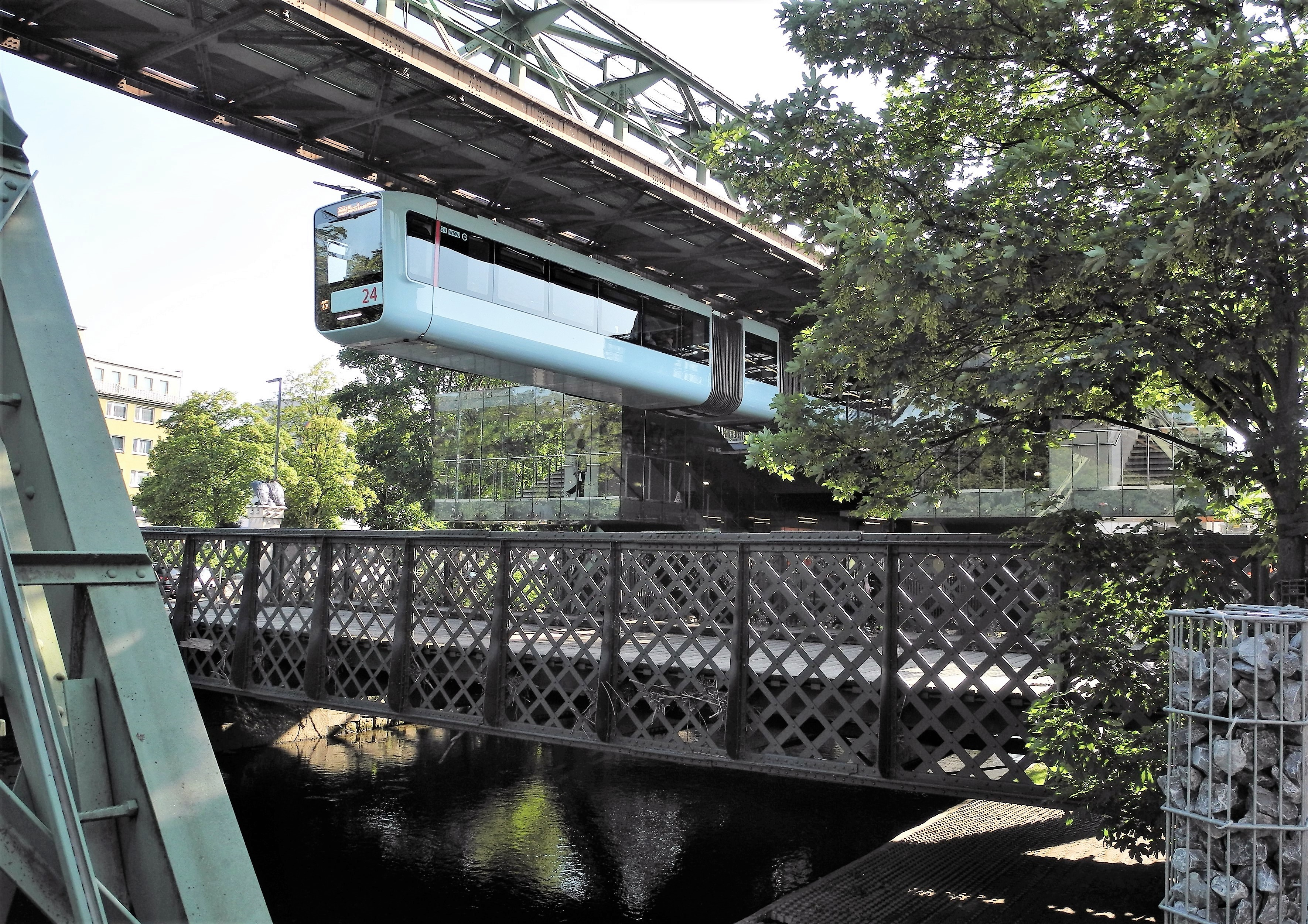
Station mit namensgebender Adlerbrücke, 2022

Im Zweiten Weltkrieg kam es 1943 beim Luftangriff auf Wuppertal-Barmen zu kleineren Beschädigungen an der Schwebebahnstation.
Am 21. Juli 1950 sprang die Elefantenkuh Tuffi im Rahmen einer Werbe-Attraktion des Zirkus Althoff unweit der Haltestelle aus einer von Osten anfahrenden Schwebebahn in die Wupper.
Die Station war die erste neu gebaute Haltestelle, die bei der Schwebebahnmodernisierung nach einem Entwurf des Architekturbüros Schuster (Düsseldorf) am 12. Juni 1999 fertiggestellt werden konnte. Für ihren Bau wurden 110 m³ Stahlbeton und 232 Tonnen Stahl benötigt; ihre Glasfläche misst über 840 m². Die Überdachung der Bahnsteige trägt eine  Photovoltaikanlage, die etwa 3800 Kilowattstunden Strom pro Jahr für das Netz der Wuppertaler Stadtwerke produziert.

## Schwebebahn
| Linie | Verlauf | Takt    |
| ----- | --- | ------- |
| 60    | Vohwinkel Schwebebahn – Bruch – Hammerstein – Sonnborner Straße – Zoo/Stadion – Varresbecker Straße – Westende – Pestalozzistraße – Robert-Daum-Platz – Ohligsmühle/Stadthalle – Hauptbahnhof – Kluse – Landgericht – Völklinger Straße – Loher Brücke – Adlerbrücke – Alter Markt – Werther Brücke – Wupperfeld – Oberbarmen Bf | 3–5 min |

## Umsteigemöglichkeit
| Linie | Verlauf | Takt                       |
| ----- | --- | -------------------------- |
| 611   | W-Katernberg, Birkenhöhe Schleife – W-Elberfeld, Westende – W-Elberfeld, Hauptbahnhof – W-Barmen, Adlerbrücke – W-Barmen Bahnhof – W-Heckinghausen, Lenneper Straße         | 20 min (NVZ, Sa+So 30 min) |
| 640   | W-Barmen, Clausenhof – W-Barmen, Adlerbrücke – W-Barmen Bahnhof – W-Barmen, Heidter Berg – W-Ronsdorf, Parkstraße – W-Ronsdorf, Am Stadtbahnhof – W-Ronsdorf, Echoer Straße | 20 min (NVZ, Sa+So 30 min) |